# Hnátnice
Hnátnice är en ort i Tjeckien.   Den ligger i regionen Pardubice, i den östra delen av landet, 140 km öster om huvudstaden Prag. Hnátnice ligger 383 meter över havet och antalet invånare är 818.
Terrängen runt Hnátnice är kuperad åt sydväst, men åt nordost är den platt. Runt Hnátnice är det tätbefolkat, med 257 invånare per kvadratkilometer. Närmaste större samhälle är Letohrad, 4,6 km öster om Hnátnice. Trakten runt Hnátnice består till största delen av jordbruksmark.